# Empire: Total War
Empire: Total War è un videogioco strategico a turni sviluppato da The Creative Assembly e distribuito da SEGA. È il quinto capitolo della famosa serie Total War e copre esattamente un secolo di storia, a partire dal 1700. Il gioco, successore di Medieval II: Total War, è stato annunciato il 22 agosto 2007 e pubblicato il 3 marzo 2009 negli Stati Uniti d'America e il giorno seguente in Europa. Il 23 febbraio 2010 è stato pubblicato il seguito, Napoleon: Total War. 
Feral Interactive si è occupata di realizzare e pubblicare una versione per macOS, disponibile dal giugno 2014, e una versione per Linux, pubblicata nel dicembre 2014.
Empire ha permesso per la prima volta di combattere anche le battaglie navali. Altra grossa differenza rispetto ai predecessori si ha nelle battaglie terrestri: tramontata ormai l'era degli scontri corpo a corpo e della pesante corazzatura, elementi tipici dell'età antica e medievale, le battaglie si svolgeranno a colpi di cannoni e moschetti.

## Campagna
Il gioco prevede due campagne in cui il giocatore potrà cimentarsi. La prima campagna, quella classica, denominata Imperiale, prevede una mappa di gioco che spazia dal Nord America fino all'India, passando ovviamente per l'Europa ed il Nord Africa. Sono presenti inoltre alcune aree minori, praticamente inesplorabili al di là del mare, dove sarà possibile commerciare; queste sono il Sud America, il Golfo di Guinea, le Indie orientali e il Canale del Mozambico.
La seconda campagna, a differenza della prima, è più simile ad una di quelle di Kingdoms. È infatti incentrata completamente nell'area del Nord America e si combatterà la guerra d'indipendenza americana, dalla fondazione di Jamestown (1607) alla vittoria di Yorktown (1781).
In entrambe le modalità si potrà scegliere, in base alla fazione scelta, il tipo di governo da adottare tra repubblica, monarchia costituzionale e monarchia assoluta, e si potrà anche decidere il livello di tassazione per il popolo e per gli aristocratici.

### Fazioni
Il mondo di Empire è occupato da oltre cinquanta fazioni, ognuna con le proprie caratteristiche ed unità speciali, divise in nazioni dominanti e nazioni minori. Le fazioni nazioni dominanti, tutte selezionabili dal giocatore, sono il Regno Unito, il Regno di Francia, le Province Unite, la Spagna, la Svezia, l'impero ottomano, l'impero austriaco, la Prussia, la Russia, la Confederazione polacco-lituana, l'Impero Moghul e la Confederazione Maratha. Le nazioni minori sono solitamente stati molto piccoli oppure protettorati delle prime, e possono comparire anche durante il gioco, a partita in corso, in seguito a rivolte popolari, secessione dalla madrepatria o sconfitta di quest'ultima (ad esempio, sconfiggendo il dominio spagnolo in Europa, le colonie oltreoceano diverranno Messico e Grande Colombia).

### Città e province
Il sistema di province è stato completamente rivoluzionato. Ci saranno diverse città in una provincia, una delle quali sarà la capitale e le altre città minori, ognuna con un nome individuale; nelle provincie più grandi con l'avanzamento dei gioco si svilupperanno nuove città e porti sia con le nazioni minori sia con quelle dominanti (ad esempio giocando con la Gran Bretagna in Inghilterra dopo un alcuni turni si svilupperà Liverpool, mentre negli Stati Italiani dopo vari turni si svilupperà Firenze). Si potranno inoltre costruire forti e fondare città proprie, con delle differenze a seconda delle aree di costruzione. È stata eliminata la suddivisione della mappa in piccoli quadrati dove una sola flotta o armata potevano stare. Sarà infatti possibile muovere liberamente armate e flotte nella mappa senza quelle limitazioni, anche se tale sviluppo era già presente sin da Rome: Total War.
Ci sono inoltre cambiamenti nella gestione delle risorse, tra le quali l'instaurazione di rotte commerciali che potranno essere bloccate mediante una flotta. La maggior parte degli edifici dell'albero delle tecnologie saranno inoltre visibili sulla mappa e anche fuori dalle città e sarà possibile distruggere una provincia economicamente senza rischiare un assalto.
Inoltre i ribelli potranno fondare delle proprie fazioni che utilizzeranno le truppe disponibili nella fazione da cui si sono ribellati. Le fazioni create dai ribelli si chiameranno ad esempio Ribelli di Venezia, oppure si creerà una nuova nazione in alcune province, per esempio una ribellione ad Edimburgo che farà nascere la Scozia.

### Alleanze
Le alleanze sono state notevolmente sviluppate rispetto al capitolo precedente della saga Total War. Ora una fazione non attaccherà una potenza alleata confinante con territori sguarniti (come accadeva in Medieval II: Total War), ma potrà supportarla al meglio e difenderne il territorio. Si potrà ancora chiedere il passaggio degli eserciti in territori neutrali e si potrà proporre a uno stato di diventare un protettorato, il che comporta un rapporto di alleanza oltre all'incasso del 50% degli introiti a vantaggio dello stato protettore.

### Intelligenza artificiale
L'intelligenza artificiale per questo capitolo della serie sembra essere stata completamente riscritta, scelta in parte dovuta per colmarne le numerose lacune della precedente. Quello che moltissime persone hanno infatti notato in Rome: Total War e in Medieval 2: Total War era che mentre l'IA del computer chiedeva la pace, contemporaneamente attaccava il giocatore; questo perché in realtà le IA venivano gestite autonomamente e non si coordinavano sul comportamento da tenere con le altre fazioni e con il giocatore. Spesso infatti capitava che, nonostante una alleanza secolare, appena si lasciava sguarnito un insediamento di frontiera subito l'alleato lo attaccava, dando l'impressione che fosse un atto di tradimento.

### Agenti
Gli agenti non vengono più creati dal giocatore, ma appaiono spontaneamente in presenza di certi edifici. Esistono gentiluomini e studiosi, che si differenziano in base a dove vengono posizionati e che potenziano la scuola; missionari, imam e bramini, che diffondono la religione di Stato; libertini, hashishin e thugee, generati da edifici di intrattenimento.

## Battaglie

### Battaglie terrestri
La parte più conosciuta di Total War è stata anch'essa profondamente modificata rispetto al resto della serie. Rimane infatti il limite di venti unità controllabili nel campo di battaglia, ma il numero di uomini al loro interno è aumentato, con l'aggiunta di un sistema di tre ranghi. Se in Medieval II: Total War le battaglie si giocavano tra arcieri, cavalleria e soldati con armi da mischia, in Empire: Total War le battaglie si giocano sul ruolo cruciale delle armi da fuoco, ma non per questo il corpo a corpo non potrà essere decisivo, dato che con la ricerca baionetta sarà possibile far diventare i fucilieri anche unità da corpo a corpo. Le unità di cavalleria potranno smontare dalle loro selle prima o durante la battaglia, a seconda del loro tipo, anche se perdono decisività nei combattimenti a favore, appunto, delle armi da fuoco.
Le battaglie si basano su un motore completamente nuovo, grazie al quale è possibile distruggere tutte le strutture e allo stesso tempo costruire palizzate dove le nostre truppe potranno ripararsi oppure occupare degli edifici per barricarsi.
È stata inoltre introdotta una nuova balistica che calcolerà la traiettoria di ogni singola palla di cannone o di moschetto in tempo reale.

### Battaglie navali
La novità più grande di questo capitolo vede un limite di venti navi sotto controllo, completamente danneggiabili con effetti diversi a seconda dell'area colpita e del tipo di munizioni usate: dalla scarica a mitraglia che decimerà l'equipaggio nemico, passando per le palle incatenate che distruggeranno le vele e gli alberi delle imbarcazioni bersaglio, alle normali palle da cannone. Si potrà inoltre abbordare una nave con rampini e ponticelli, oppure si potrà scegliere di bombardarla da lontano incendiandola e facendo saltare in aria la santabarbara. Gli ammiragli sono stati elevati di importanza, e dal piccolo ruolo che avevano precedentemente, sono passati ad essere pari ai generali delle forze terrestri: saranno infatti capaci di acquisire o perdere tratti caratteriali e fare carriera.

## Espansione e DLC

### Warpath Campaign
Annunciato a settembre 2009 e uscito il mese successivo, l'espansione Warpath Campaign, oltre a modificare un po' l'aspetto grafico del titolo, offre la possibilità di giocare una campagna imperiale con 5 nazioni di nativi americani, ovvero Uroni, Pueblo, Nazioni delle Pianure, Confederazione Irochese e Cherokee modificando gli agenti, creando un nuovo albero genealogico e nuove unità apposite per gli indiani d'America.

### DLC
Sono disponibili delle unità speciali per ogni nazione dominante, scaricabili come DLC (Downloadable Content). Possono essere anche acquistate in versione scatolata, insieme all'espansione, nel Downloadable Content Collection. Tutte le unità sono ispirate a corpi militari storicamente esistiti nel XVIII secolo o, in alcuni casi, sono la riproduzione di specifici reggimenti particolarmente famosi.

#### Elite Units of the West
- Granatieri Ungheresi (Impero austriaco)
- Guardie a cavallo (Impero britannico)
- Guardie Svizzere (Regno di Francia)
- Guardie Blu (Repubblica delle Sette Province Unite)
- Gardes du Corps (Repubblica delle Sette Province Unite)
- Granatieri della Guardia (Confederazione Polacco-Lituana)
- Secondo Ussari (Regno di Prussia)
- Bosniacchi (Regno di Prussia)
- Frei-Korps (Regno di Prussia)
- Gardes à cheval (Impero russo)
- Reggimento di guardie a piedi Siemianowski (Impero russo)
- Guardie Valloni (Impero spagnolo)
- Legione degli Stati Uniti (Stati Uniti d'America)
- US Marines (Stati Uniti d'America)

#### Elite Units of the East
- Irregolari Haydut (Impero ottomano)
- Boiardi della Valacchia (Impero ottomano)
- Panducchi bosniaci (Impero ottomano)
- Cavalleria pesante circassa (Impero ottomano)
- Arcieri armeni (Impero ottomano)
- Kuloglu libici (Impero ottomano)
- Ausiliari palestinesi (Impero ottomano)
- Giannizzeri del Cairo (Impero ottomano)
- Nizam-I-Cedit a cavallo (Impero ottomano)
- Zamindari Rajput (Confederazione Maratha)
- Poligari (Confederazione Maratha)
- Barawardi (Confederazione Maratha)

#### Elite Units of America
- 1° Delaware (Stati Uniti d'America)
- 1° Maryland (Stati Uniti d'America)
- 2° Dragoni leggeri del Congresso (Stati Uniti d'America)
- 2° New York (Stati Uniti d'America)
- 33º fanteria (Impero britannico)
- Dragoni di Brunswick (Impero britannico)
- Granatieri dell'Assia (Impero britannico)
- Reggimento reale di New York (Impero britannico)
- Legione di Lee (Stati Uniti d'America)
- Corpo fucilieri provvisorio di Morgan (Stati Uniti d'America)
- Legione di Pulaski (Stati Uniti d'America)
- Reggimento reale di Deux-Ponts (Regno di Francia)
- Fucilieri reali gallesi (Impero britannico)
- Compagnia di tiratori scelti/Ranger di Fraser (Impero britannico)
- Dragoni leggeri di Tarleton (Impero britannico)

#### Special Forces Units & Bonus Content
- HMS Victory (Impero britannico)
- Roger's Rangers (Impero britannico)
- Ottoman Organ Gun (Impero ottomano)
- Ghoorkas (Confederazione Maratha)
- Corso Terrestre Guerrillas (Impero spagnolo)
- Bulkeley's Regiment (Regno di Francia)
- Ussari della morte (Regno di Prussia)
- USS Constitution (Stati Uniti d'America)
- Amazzoni del Dahomey